# Villa Aldama (municipalité)
La municipalité de Villa Aldama est l'une des 212 municipalités de l'État de Veracruz, et est située dans la partie centrale de cet État. Située à l'ouest du golfe du Mexique, la municipalité est assise sur les contreforts de la Sierra Madre orientale, elle se trouve dans le bassin versant du fleuve Río Nautla. Son chef-lieu est la ville éponyme de Villa Aldama. Elle appartient à la région administrative de Capital, qui est une des 10 subdivisions administratives de l'État de Veracruz, et qui comprend la capitale étatique, Xalapa.

## Géographie
La municipalité de Villa Aldama s'étend du nord-ouest au sud-est dans la haute vallée du fleuve Río Nautla, qui la traverse dans sa partie orientale. Assise sur les contreforts du massif montagneux de la Sierra Madre orientale, son altitude oscille entre 2280 et 2500 mètres. Son chef-lieu, la ville éponyme de Villa Aldama, se situe dans la partie sud-ouest de son territoire. Ce territoire couvre une superficie de 51,4 km2, et était peuplé en 2020 de 12 492 habitants, pour une densité de 243 habitants par km2.
Cette municipalité est limitrophe au nord de celles de Tatatila et de Las Minas, au nord-ouest de celle d'Altotonga, au sud de celle de Perote, et à l'est de celle de Las Vigas de Ramírez.

## Composition et démographie
La municipalité était composée en 2020 de 9 localités, dont 2 étaient considérées comme urbaines, les autres étant rurales.
| Localité              | Population |
| --------------------- | ---------- |
| Villa Aldama          | 3770       |
| Colonia Libertad      | 3769       |
| Cruz Blanca           | 2299       |
| Cerro de León         | 1037       |
| Colonia Benito Juárez | 810        |
| Reste des localités   | 807        |
| Total population      | 12 492     |

En plus de l'espagnol, plusieurs langues amérindiennes sont parlées dans la municipalité, dont les principales sont par ordre d'importance : le nahuatl, et dans une moindre mesure le zapotèque et l'otomí.

## Économie

### Agriculture et élevage
La superficie des parcelles semées représentait en 2021 une surface totale de 1616 hectares, parmi lesquels 1154 hectares étaient voués à la culture du maïs, 310 hectares étaient voués à la culture de la pomme de terre, et 53 hectares étaient voués à celle du blé.
En 2021, la production de viande par tonnes comprenait 144,5 tonnes de viande bovine, 4894,9 tonnes de viande porcine, 67,1 tonnes de viande ovine, 35,3 tonnes de viande caprine, 48,1 tonnes de volailles, et 6,7 tonnes de dinde. La superficie vouée à l'élevage représentait alors 1423 hectares.